# Aloe nordaliae
Aloe nordaliae är en grästrädsväxtart som beskrevs av Wabuyele. Aloe nordaliae ingår i släktet Aloe och familjen grästrädsväxter.
Artens utbredningsområde är Tanzania. Inga underarter finns listade i Catalogue of Life.